# Hoàng Hải (ca sĩ)
Nguyễn Hoàng Hải (sinh ngày 30 tháng 4 năm 1982), thường được biết đến với nghệ danh Hoàng Hải, là một nam ca sĩ người Việt Nam. Được mệnh danh là "Hoàng tử V-pop" của âm nhạc Việt Nam, anh được biết đến khi sở hữu chất giọng nam cao leggiero tenor hiếm hoi và khủng với âm vực rộng.

## Cuộc đời và sự nghiệp

### 1999-2004: Bắt đầu sự nghiệp âm nhạc
Năm 1999, Hoàng Hải thi đỗ thủ khoa đầu vào khoa thanh nhạc trường Cao đẳng Nghệ thuật Hà Nội. Cũng vào năm này, anh và một số người bạn cùng trường thành lập nhóm nhạc lấy tên là Tình Bạn. Hoàng Hải đóng vai trò là người lĩnh xướng.
Mùa hè năm 2000, Hoàng Hải cùng nhóm Tình Bạn tham gia vào cuộc thi Các ban nhóm nhạc trẻ Hà Nội và đoạt giải nhì tại cuộc thi này. Tình Bạn trở thành một trong những nhóm nhạc được giới học sinh sinh viên Hà Nội yêu thích; và Hoàng Hải cũng là một trong những thành viên nổi bật trong nhóm. Năm 2004, Hoàng Hải tách nhóm chuyển sang hát đơn.
Năm 2003, Hoàng Hải ký hợp đồng làm ca sĩ độc quyền cho một công ty giải trí âm nhạc lớn tại TP HCM, sau đó anh chuyển vào miền Nam sống và làm việc. Tuy nhiên, thời gian này Hoàng Hải hầu như không có hoạt động gì, chỉ sau đó một năm (2004) anh lại quyết định chia tay với công ty này để quay về Hà Nội tiếp tục ca hát.

### 2005-2006: Sao mai điểm hẹn
Năm 2005, Hoàng Hải tham gia cuộc thi Sao Mai và lọt vào vòng chung kết. Năm 2006, Hoàng Hải đoạt giải ca sĩ được yêu thích nhất của cuộc thi Sao mai Điểm hẹn do Đài Truyền hình Việt Nam tổ chức.

### 2008-2014: Bứt phá
Từ năm 2008, Hoàng Hải thay đổi phong cách biểu diễn, từ những bài ca theo dạng ballad tình cảm mà chuyển sang các ca khúc thuộc thể loại R&B theo hướng giải trí với Album Vol.2, bao gồm các bài hát như "Em sẽ là giấc mơ", "Cứ im lặng đi", "Mắt cười", "Nỗi nhớ ngày đông"... Vào thời điểm này Hoàng Hải cùng với ca sĩ Trà My đoạt giải thưởng Ca sĩ trẻ triển vọng Làn Sóng Xanh năm 2008 do Đài tiếng nói TP HCM tổ chức. Đến năm 2009, Hoàng Hải lọt vào danh sách 10 ca sĩ hàng đầu Việt Nam tại chương trình Làn Sóng Xanh.
Năm 2010, Hoàng Hải quay trở về Hà Nội để thực hiện MV "Hồ Gươm sáng sớm", một sản phẩm âm nhạc được đánh giá không bị lẫn lộn với bất cứ sản phẩm nào cùng phát hành thời điểm Hà Nội tròn 1000 năm tuổi. "Hồ Gươm sáng sớm" là sự cộng hưởng của những tên tuổi trẻ viết và thể hiện sức sáng tạo về Hà Nội như: Lưu Thiên Hương, Nguyễn Đức Cường.
Năm 2012 là một năm mang đầy dấu ấn của Hoàng Hải bằng phong cách trẻ trung và gần gũi hơn với công chúng cũng như khán giả yêu nhạc cả nước với liên tục những dự án hoạt động âm nhạc sôi nổi nhất từ trước đến nay với điểm nhấn là Album Vol.3 Tìm Lại Thời Gian.

### 2023-nay: Trở lại
Sau gần một thập kỷ tạm ngưng các hoạt động âm nhạc, năm 2023, anh tham gia mùa thứ hai của Ca sĩ mặt nạ với mascot "Bố Gấu" và đầu quân về công ty giải trí DatVietVAC. Ngày 18 tháng 12 cùng năm, anh chính thức cho ra mắt ca khúc "Câu trả lời duy nhất", đánh dấu sự trở lại mạnh mẽ trên con đường âm nhạc của anh sau 9 năm vắng bóng.
Năm 2024, Hoàng Hải tham gia chương trình truyền hình Bài hát của chúng ta phát sóng trên VTV3.

## Các giải thưởng
- Top 10 Sao Mai 2005[4]
- Quán quân Sao Mai điểm hẹn (2006)[2][5]
- Giải “Ca sĩ Triển Vọng” - Làn Sóng Xanh (2008)[11]
- Top 10 “Ca sĩ được yêu thích nhất” - Làn Sóng Xanh (2009)[11]
- Á quân Tuyệt đỉnh tranh tài (2014)[12]
- Giải “Tiết mục trình diễn ấn tượng” cùng với Lyly và Mai Tiến Dũng với liên khúc Lời tỏ tình dễ thương 1&2 tại Our song - Bài hát của chúng ta (2024)[13]
- Giải “Màn kết hợp ấn tượng” cùng với Ngọc Anh tại Our song - Bài hát của chúng ta 2024[14]

## Danh sách đĩa nhạc

### Album phòng thu
- Mùa thu tình yêu (2006)
- Hot (2008)
- Tìm lại thời gian (2012)

### Đĩa đơn / EP
- Hồ Gươm sáng sớm (2010)

## MV ca nhạc
- 2011: "Hồ Gươm Sáng Sớm"
- 2012: "Tặng Em"
- 2014: "Nhắn Gió Mây Rằng Anh Yêu Em" , "Vu Vơ"
- 2023: "Câu Trả Lời Duy Nhất"